# Charoides distincta
Charoides distincta är en skalbaggsart som beskrevs av Dillon 1945. Charoides distincta ingår i släktet Charoides och familjen långhorningar.